# Гідростатичний дистанційний профілограф
Гідростатичний дистанційний профілограф — гідрометричний прилад, який застосовують для вимірювання глибин до 15 м, при загальній точності результату не більше 6 %. Вимірювання проводять з човна або катера, проводячи за допомогою буксировки по дну водойми спеціальний пристрій з датчиком, який вимірює глибину залежно від величини гідростатичного тиску. Датчик передає інформацію на реєстратор, який записує одночасно на паперову стрічку у відповідних вертикальному і горизонтальному масштабах глибину і відстань від урізу води.